# محمدية (مشهد ميقان)
محمدیة (بالفارسية: محمدیه) هي قرية تقع في إيران في قسم مشهد میقان الريفي. يقدر عدد سكانها بـ 515 نسمة بحسب إحصاء 2016.